# MEF++
MEF++ est un logiciel de simulation numérique utilisant la méthode des éléments finis, écrit en C++ et développé à l'Université Laval par le Groupe Interdisciplinaire de Recherche en Éléments Finis (GIREF)
,.
MEF++ est un logiciel généraliste pouvant résoudre des problèmes divers, une de ses spécificités étant la résolution de problèmes multi-physiques de très grande taille. MEF++ utilise la librairie PETSc pour la résolution de systèmes matriciels et l'interface proposée par la norme MPI pour les calculs parallèles.

## Historique
En 1995, le GIREF était composé de chercheurs de disciplines variées (ingénieurs civils, mécaniciens, chimiques et mathématiciens) désirant un outil de modélisation par éléments finis unique et répondant à leurs attentes communes,. Pour répondre à ce besoin, une équipe de développeurs a été mises en place en 1996 travaillant à la mise en œuvre des méthodologies développées dans le cadre des activités de recherches du GIREF.
Depuis 2006, cet effort est soutenu financièrement par le Conseil de recherches en sciences naturelles et en génie du Canada (CRSNG) et par des partenaires industriels: Michelin depuis 2006, puis Hydro-Québec et Bodycad à partir de 2017.

## Fonctionnalités
MEF++ est un logiciel éléments finis généraliste totalement parallélisé
, 
utilisant PETSc (offrant des solveurs itératifs mais aussi des solveurs directs comme MUMPS, SuperLU, PARDISO), PARMETIS ou PTSCOTCH, TAO
et la norme MPI. MEF++ offre des fonctionnalités d'adaptation de maillage anisotrope
,

, résolution de problèmes 1D-2D-3D d'évolution ou non, gestion du contact frottant déformable-déformable, d'interaction fluide structure, d'optimisation de forme, de calculs en grandes déformations
, de calculs d'endommagement,.
L'assurance qualité logiciel fait partie intégrante des développements et comporte des compilations nocturnes automatisées sur plus de 15 plateformes différentes et plus de 2700 tests de non-régressions.  Une partie de ces compilations automatisées est accessible.